# 塞尔旺斯-米耶兰
塞尔旺斯-米耶兰（法語：Servance-Miellin，法語發音：[sɛʁvɑ̃s mjɛlɛ̃]）是法国上索恩省的一个市镇，属于吕尔区。该市镇于2017年1月1日由原市镇塞尔旺斯和米耶兰合并而成，行政中心位于塞尔旺斯。

## 地理
塞尔旺斯-米耶兰（47°48'55"N, 6°40'59"E）面积52.6 平方千米，位于法国勃艮第-弗朗什-孔泰大區上索恩省，该省份为法国东部内陆省份，北起顺时针与孚日省、贝尔福地区省、杜省、汝拉省、科多尔省和上马恩省接壤。
与塞尔旺斯-米耶兰接壤的市镇（或旧市镇、城区）包括：伯洛特圣洛朗、拉蒙尚、欧迪泰姆-朗贝尔堡、普朗谢莱米讷、贝尔法伊、弗雷斯、泰尔尼艾-默莱和圣伊莱尔、福科涅和拉梅尔。
塞尔旺斯-米耶兰的时区为UTC+01:00、UTC+02:00（夏令时）。

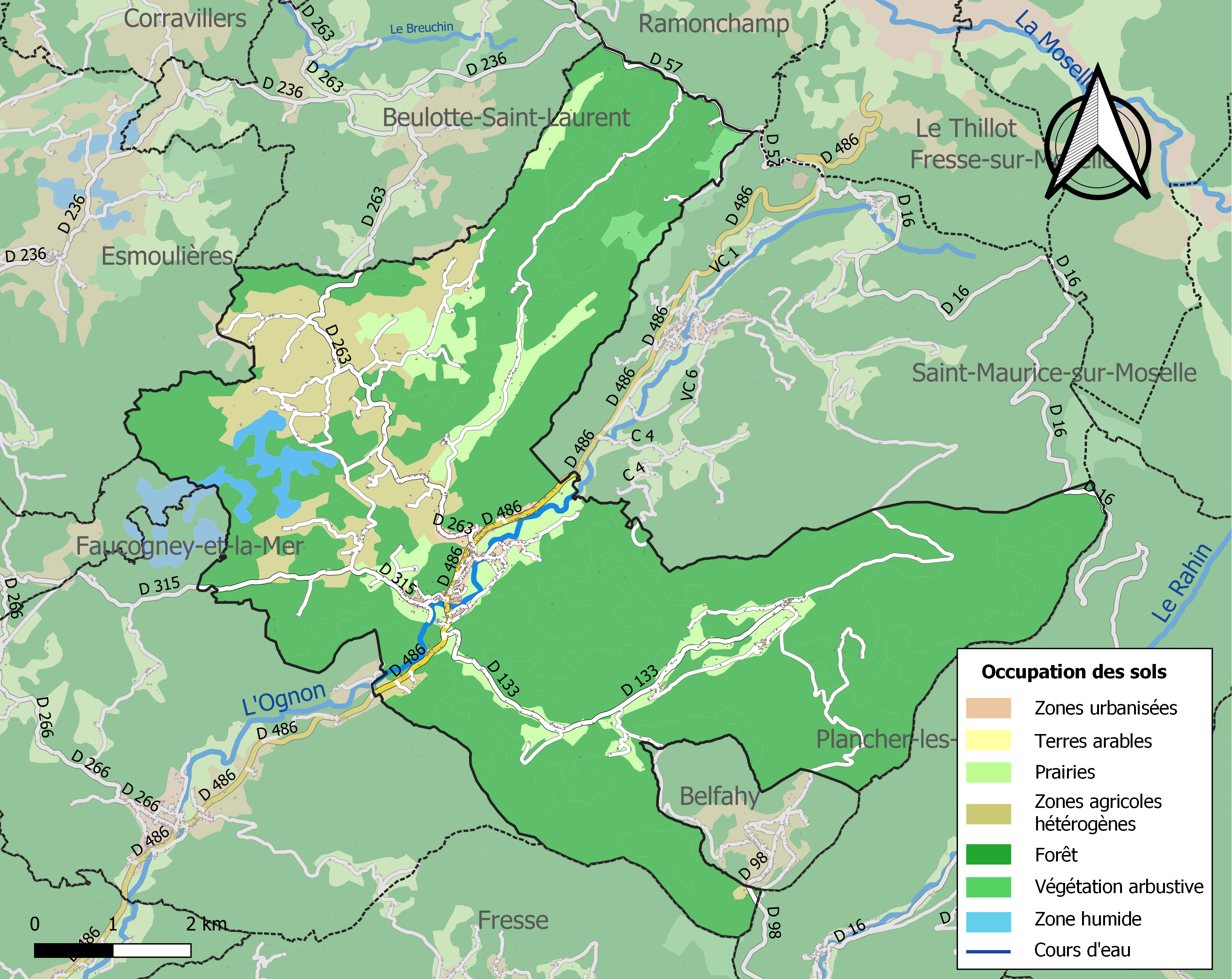
塞尔旺斯-米耶兰的OSM定位图

## 行政
塞尔旺斯-米耶兰的邮政编码为70440，INSEE市镇编码为70489。

## 政治
塞尔旺斯-米耶兰所属的省级选区为梅利塞县。

## 人口
塞尔旺斯-米耶兰于2022年1月1日时的人口数量为764人。